# Podarcis lilfordi brauni
Podarcis lilfordi brauni és una subespècie verd-blavosa de la sargantana gimnèsia que habita l'illa d'en Colom, front a la costa nord-est de Menorca. És de talla mitjana, dors verd oliva, blau en mascles vells, amb ratlles negres; cua verd malaquita; membres amb taques clares; ventre gris clar metàl·lic; alt nombre d'escates (Mayol, 1985).
Està protegida pel Reial Decret 439/1990, per la Directiva Hàbitat i pel Conveni de Berna. La mida de la població és força gran. El seu hàbitat no pateix amenaces, fora dels mesos d'estiu on la freqüentació elevada d'embarcacions recreatives i desembarcaments no tutelats d'exploració de l'illa pels turistes pot passar factura.
És una sargantana sobre la qual encara es tenen dubtes taxonòmics: Blanco i González (1992) no consideren a aquesta subespècie.